# Гизела (дъщеря на Лудвиг Благочестиви)
Вижте пояснителната страница за други личности с името Гизела.
Гизела (Gisela; * 819/822; † сл. 1 юли 874) е чрез женитба херцогиня на Фриули.

## Биография
Тя е дъщеря на император Лудвиг Благочестиви и неговата втора съпруга Юдит Баварска. Сестра е на Карл II Плешиви (823 – 877), крал на Западнофранкското кралство и император (875 – 877).
Гизела се омъжва вероятно през 836 г. за Еберхард, който е херцог на Фриули и канонизиран за Светия. С него тя има пет сина и пет дъщери, между тях Беренгар I, който става император на Свещената Римска империя.
Заедно със съпругът си основава манастира Cysoing при Лил, в който двамата са погребани.

## Деца
- Еберхард (* 837; † пр. 20 юни 840)
- Ингелтруда (* 837/840; † сл. 2 април 870), ∞ Хайнрих, херцог на Австразия († 886) (Попони)
- Унрох III (* 840; † 874 сл. 1 юли), 866 маркграф на Фриули, ∞ Ава, дъщеря на Лиутфрид († 865/866), граф на Тур (Етихониди)
- Беренгар I (* 840/845; † 924), 874 маркграф на Фриули, 888 крал на Италия, 915 римски император, ∞ I 880/890 Бертила от Сполето, († пр. декември 915), дъщеря на херцог Суппо II, граф на Камерино, ∞ II пр. декември 915 Анна († сл. май 936)
- Адалхард († сл. 1 юли 874), абат на Cysoing
- Рудолф († 1 май 892) граф, сл. 874 абат на Cysoing и Saint-Vaast
- Алпаис († млада)
- Хайлвиг († сл. 895), ∞ I пр. 874 Хукбалд, граф на Дилинген († сл. 890) граф на Остревант, ∞ II сл. 890 Рожер I († 926), граф на Лаон
- Гизела († април 863), духовничка в манастира Сан Салваторе в Бреша
- Юдит († 863/881), ∞ Конрад II, маркграф на Бургундия († 881)